# Israel Hernández Planas
Israel Hernández Planas   (Santiago de Cuba, 7 de gener de 1970) és un judoka cubà, ja retirat, guanyador de dues medalles olímpiques.
El 1992 va prendre part en els Jocs Olímpics d'Estiu de Barcelona, on guanyà la medalla de bronze en la competició del pes semi lleuger del programa de judo. Quatre anys més tard, als Jocs d'Atlanta, tornà a guanyar la medalla de bronze en la mateixa competició.
En el seu palmarès també destaquen tres medalles en els Jocs Panamericans, una d'or i dues de bronze, entre les edicions de 1991 i 1999, així com cinc medalles en els Campionats Panamericans de judo, quatre d'or i una de plata, entre el 1990 i el 1997.
Una vegada retirat va dirigir diversos equips, entre els que destaca l'equip de judo olímpic dels Estats Units de 2008.